# Recepta powtarzana
Recepta powtarzana (system powtarzanego wydawania recept, recepty z datą przyszłą, ang. repeat dispensing) – w opiece zdrowotnej usługa, w której lekarz ma prawo do wypisania od 6 do 12 recept refundowanych, które przeznaczone są do comiesięcznego odbierania przez pacjentów w wybranej aptece. Celem wprowadzenia recept powtarzanych jest lepsze zarządzanie czasem lekarzy podstawowej opieki zdrowotnej i wygospodarowanie większej ilości czasu dla pozostałych pacjentów. System recept powtarzanych stanowi element opieki farmaceutycznej, wprowadzono go w Wielkiej Brytanii, Australii, Nowej Zelandii, Kanadzie i USA.